# Treba
Die Treba (selten Treuener Wasser) ist ein rechter Nebenfluss der Trieb im sächsischen Vogtlandkreis. 

## Verlauf
Die Treba entspringt östlich von Neustadt/Vogtl. In Fließrichtung Norden wird im Neustädter Ortsteil Siebenhitz die Bundesstraße 169 gequert. Im folgenden Verlauf Richtung Norden werden der Falkensteiner Ortsteil Dorfstadt und der Auerbacher Ortsteil Reumtengrün mit Unterreumtengrün passiert. In diesem Bereich verläuft das Tal der Treba parallel zum östlich verlaufenden Göltzschtal. Anschließend fließt die Treba in Richtung Nordwesten durch die Treuener Ortsteile Schreiersgrün und Veitenhäuser. Die Treba vereinigt sich im Südosten von Treuen in Höhe der beiden Treuener Rittergüter mit dem Lämmelsbach zum Treuener Wasser, das zwischen der Stadt Treuen und der Vorsperre Thoßfell der Talsperre Pöhl in die Trieb mündet. Die Treba hat eine Messstelle für den Wasserpegel (OBF51650) und diese liegt im Fauna-Flora-Habitat-Schutzgebiet 5439-301 „Oberes Göltzschtal“, welches als Landschaftsschutzgebiet ein Teil des Naturparks Erzgebirge/Vogtland ist.